# Месембрин
Месембринът е химично съединение, което принадлежи към групата на индоловите алкалоиди. Съществуват две енантиомерни форми – (+)-месембрин и естествено срещащият се (–)-месембрин.

## Разпространение
(–)-месембринът се среща в растителните родове Mesembryanthemum и Sceletium. Въпреки това има разногласия относно точната категоризация на рода Sceletium. Тези растения нямат бодли и следователно отровното съединение вероятно има защитна цел.

## Синтез
За синтеза на месембрина може да се използва 4-бромокатехол диметилов етер. Той реагира с бутиллитий и N-метилпиролидин-3-он, за да се образува 3-(3,4-диметоксифенил)-N-метилпиролидин-3-ол. След дехидратиране със сярна киселина полученото съединение се циклизира с метилвинилкетон, за да се образува месембрин.

## Ефект
Месембринът има както седативен, така и стимулиращ ефект. Понякога се сравнява с ефектите на кокаина. Това може да се обясни наред с други неща с инхибирането на обратното поемане на серотонина. При смесване с амфетамини може да се получи серотонинов синдром. Месембринът също инхибира ензима PDE4.
Местните жители на Южна Африка използват изсушени растения, съдържащи съединението, като упойващи лекарства. Ефектът е предимно антидепресивен, което се дължи на блокирането на транспортния протеин SERT.